# Luke Keough
Pour les articles homonymes, voir Keough.
Luke Keough, né le 10 août 1991 à Sandwich (Massachusetts), est un coureur américain spécialiste du cyclo-cross. Son frère aîné Jake est lui aussi coureur cycliste.

## Biographie
Fin 2014, ses dirigeants annoncent que le contrat du coureur est prolongé pour la saison suivante.
En 2015, il monte sur la troisième marche du podium lors du championnat des États-Unis du critérium.
En 2017, il se marie avec la cycliste Kaitlin Antonneau.

## Palmarès cyclo-cross
- 2006-2007
  -  Champion des États-Unis de cyclo-cross juniors (15-16 ans)
- 2007-2008
  -  Champion des États-Unis de cyclo-cross juniors
- 2008-2009
  - 2e du championnat des États-Unis de cyclo-cross juniors
- 2010-2011
  - Nittany Lion Cross, Breinigsville
  - New England Championship Series #5 - The Cycle-Smart International 1, Northampton
  - New England Championship Series #6 - The Cycle-Smart International 2, Northampton
- 2011-2012
  - New England Championship Series #8 - The Cycle-Smart International 1, Northampton
  - New England Championship Series #9 - The Cycle-Smart International 2, Northampton
  - New England Championship Series #11 - NBX GP 1, Warwick

## Palmarès sur route

### Par années
| - 2010 - Kelly Cup - Concord Criterium - 2011 - Exeter Hospital Criterium - Witches Cup - 2012 - Athens Twilight Criterium - Tour de Somerville - TD Bank Mayors Cup - Madeira Criterium - 3e de la Harlem Skyscraper Classic - 2013 - Old Pueblo Grand Prix - Roswell Criterium - Wilmington Grand Prix - Tulsa Tough : - Classement général - 1re, 2e et 3e étapes - Intelligentsia Cup : - Classement général - 3e étape - Chris Thater Memorial Criterium - TD Bank Mayors Cup - 2e du Tour de Grove - 3e du Tour of America's Dairyland | - 2014 - USA National Criterium Calendar - 1re étape de Tour de Taïwan - 2e étape du Tulsa Tough - Gastown Grand Prix - 1re étape de la Gateway Cup - 2e du Dana Point Grand Prix - 2e du Tulsa Tough - 2e du Manhattan Beach Grand Prix - 2e de la Gateway Cup - 2015 - 2e du Sunny King Criterium - 3e du championnat des États-Unis du critérium - 2016 - Rochester Twilight Criterium - 3e du championnat des États-Unis du critérium - 2017 - 2e, 3e et 9e étapes du Tour du Maroc |

### Classements mondiaux
| Année           | 2014 | 2015 | 2016 | 2017 |
| --------------- | ---- | ---- | ---- | ---- |
| UCI Asia Tour   | 154e |      |      | 525e |
| UCI Africa Tour |      |      |      | 116e |